# Niina Slagner
Niina Susanna Slagner, tidigare Laitila, född 16 februari 1960 i Finland, är en sverigefinsk socialdemokratisk politiker.

## Politisk karriär
Slagner som var kommunstyrelsens ordförande i Karlskoga kommun åren 2009–2013. Hon efterträdde Bengt Johansson. I juni 2013 avgick hon efter att ha anklagats för misstanke om brott. Under sin tid som ordförande för kommunstyrelsen, ska hon för kommunens räknings ha ingått en ränteaffär. Och där också ingått ett avtal med Nordea utan kommunens vetskap. Ekobrottsmyndigheten lade senare ner förundersökningen.
Slagner är sedan 2019 ledamot av förbundsstyrelsen för Sverigefinska Riksförbundet.